# ボリショイ・サンクトペテルブルク国立サーカス

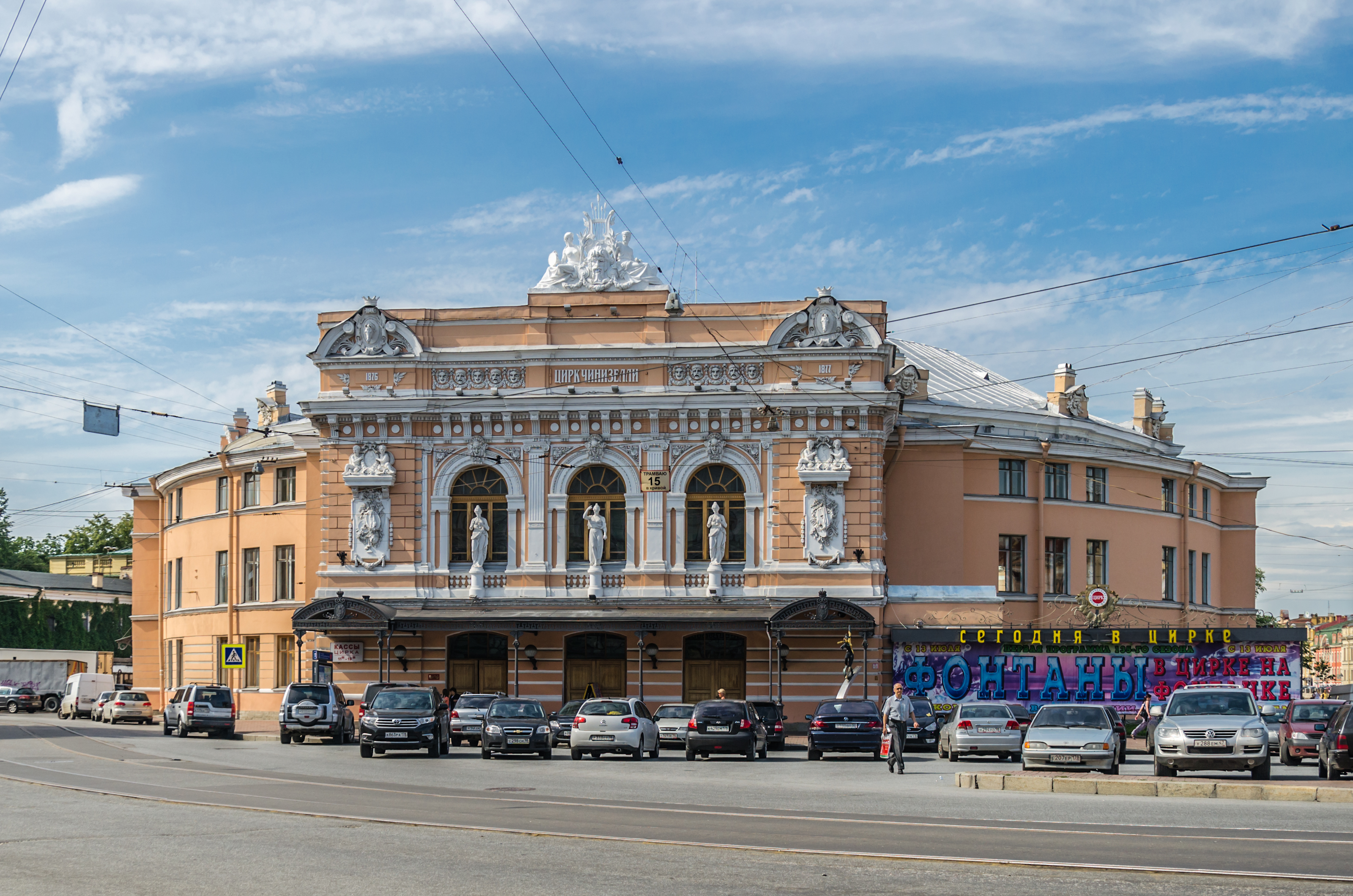
ボリショイ・サンクトペテルブルク国立サーカスの正面

ボリショイ・サンクトペテルブルク国立サーカス（ボリショイ・サンクトペテルブルクこくりつサーカス、ロシア語: Большо́й Санкт-Петербу́ргский госуда́рственный цирк）はロシア・サンクトペテルブルクのフォンタンカ川に沿った所にある国立のサーカスである。

## チニゼッリ・サーカス
イタリア人のガエタノ・シニゼッリ（Gaetano Ciniselli、1815-1881）がロシアで初めての常設館サーカスとして1870年代に創立されて、通常「チニゼッリ・サーカス」と呼ばれていた。現在の建物は1877年に建てられ、直径13メートルのステージがあり、150頭の馬を収容できた。建物の設計はワシーリー・アレスサンドローヴィチ・ケネリ（Vasily Alexandrovich Kenel、1834–1893）。

## 国立サーカス
ソビエト時代になり、すべて国営化されて、1921年チニゼッリは移民・出国してしまった。この建物は様々な催し物にも使われてきている。その後フォンタンカ川に沿っているので、「フォンタンカのサーカス」の名前が定着した。
1992年、ボリショイ・モスクワ国立サーカスと共に、国立のボリショイ・サーカスとなった。  

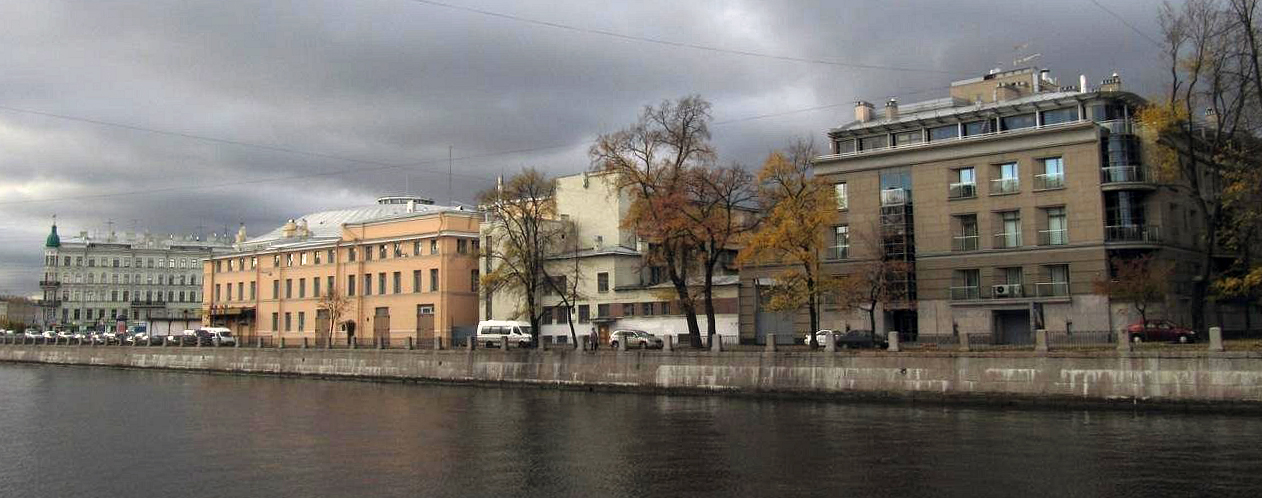
フォンタンカ川から見たボリショイ・サンクトペテルブルク国立サーカスの建物の裏側

## サーカス博物館
このサーカスでは、世界で初めての「サーカス博物館」を併設している。

## 交通
最寄りの駅は地下鉄（2号線と3号線）のゴスチーヌイ・ドヴォール駅（ネフスキー大通りとサド―ヴァヤ通りの交差点）で、徒歩10～15分。

## 海外公演時の「ボリショイ・サーカス」
ロシア以外でロシアのサーカスが公演する場合「ボリショイ・サーカス」、「ソビエト／ロシア国立サーカス」などの名称で行われてきた。ただし、これは現在のボリショイ・サンクトペテルブルク国立サーカスとは直接関係はない。